# 古邑站
古邑站（朝鲜语：／ Koŭp yŏk */?）是朝鮮民主主義人民共和國平安北道定州市的一個鐵路車站，属于平义线。

## 邻近车站
平义线
雲岩站 - 古邑站 - 定州青年站